# Felton, Kalifornien
Felton är en ort i Santa Cruz County i delstaten Kalifornien, USA.